# Francisca González Ruz
Francisca González Ruz   (San Juan y Martínez, 1836 - San Juan y Martínez, 1895) va ser una escriptora cubana.
Nascuda a San Juan y Martínez el 1836, filla de Rafael González i de Martina Ruz. Òrfena des dels 5 anys, va tenir una infància difícil. Va aprendre a llegir i escriure del seu germà, i ben aviat va interessar-se en la literatura i la composició poètica, per a la qual va tenir molta facilitat.
A la seva joventut va escriure novel·les de costums, aparegudes a Correo de Ultramar i diaris estrangers. Hom l'ha anomenada «cantora del dolor», a causa de les desgràcies viscudes durant la seva vida, un fet que va reflectir en la seva poesia, amb títols com A una jóven huérfana o ¡Llorar es mi destino!. Amb altres obres retia homenatge a familiars i amics com A mis hijos, A la Avellaneda. El 1857 es casà amb José Manuel Montoro Clara, natural de Camagüey, amb qui va tenir set fills. A partir d'aquest moment, la temàtica de la seva poesia es va orientar a la llar, la maternitat i també elements religiosos.
El 1859, diverses dones de l'Havana van proposar imprimir les seves poesies, per tal que amb els diners de la venda pogués continuar els estudis literaris, i que van ser publicades el mateix any.
Va morir a la seva localitat natal el 1895.